# Lechenaultia chlorantha
Lechenaultia chlorantha är en tvåhjärtbladig växtart som beskrevs av Ferdinand von Mueller. Lechenaultia chlorantha ingår i släktet Lechenaultia och familjen Goodeniaceae. Inga underarter finns listade i Catalogue of Life.